# NGC 3104
NGC 3104 est une galaxie irrégulière de type magellanique située dans la constellation du Petit Lion. NGC 3104 a été découverte par l'astronome germano-britannique William Herschel en 1787.

## Description
Sa vitesse par rapport au fond diffus cosmologique est de 840 ± 17 km/s, ce qui correspond à une distance de Hubble de 12,4 ± 0,9 Mpc (∼40,4 millions d'al).
Halton Arp a utilisé cette galaxie dans son atlas comme un exemple de galaxie contenant des amas irrégulier.
La classe de luminosité de NGC 3104 est V-VI et elle présente une large raie HI. Elle renferme également des régions d'hydrogène ionisé.
En raison d'une brillance de surface égale à 15,35 mag/am2, on peut qualifier NGC 3104 de galaxie à faible brillance de surface (LSB en anglais pour low surface brightness). Les galaxies LSB sont des galaxies diffuses (D) avec une brillance de surface inférieure de moins d'une magnitude à celle du ciel nocturne ambiant.
À ce jour, quatre mesures non basées sur le décalage vers le rouge (redshift) donnent une distance de 9,895 ± 4,239 Mpc (∼32,3 millions d'al), ce qui est à l'intérieur des valeurs de la distance de Hubble. Puisque cette galaxie est relativement rapprochée du Groupe local, il est probable que cette valeur soit plus près de la distance réelle de NGC 3104. Notons que c'est avec la valeur moyenne des mesures indépendantes, lorsqu'elles existent, que la base de données NASA/IPAC calcule le diamètre d'une galaxie.